# Championnat du Qatar de football 2002-2003
Navigation
Saison précédente Saison suivante
La saison 2002-2003 du Championnat du Qatar de football est la trente-neuvième édition du championnat national de première division au Qatar. Les dix meilleures équipes du pays sont regroupées au sein d'une poule unique où elles s'affrontent deux fois, à domicile et à l'extérieur. En fin de saison, le dernier du classement est relégué et remplacé par le champion de deuxième division.
C'est le club du Qatar SC qui remporte la compétition, après avoir terminé en tête du classement final, avec trois points d'avance sur un duo composé de Sadd Sports Club et d'Al Khor (ex-Al-Taawun). C'est le 8e titre de champion du Qatar de l'histoire du club, le premier titre depuis 1977.

## Qualifications continentales
Le vainqueur du championnat ainsi que le gagnant de la Coupe du Qatar se qualifient pour la toute nouvelle Ligue des champions. Si un club réalise le doublé, c'est le finaliste de la Coupe qui obtient sa qualification. 

## Les clubs participants
| - Al-Rayyan SC - Al-Arabi Sports Club - Al Ahly Doha - Al-Khor Sports Club - Al Ittihad Doha - Qatar SC - Sadd Sports Club - Al-Markhiya Sports Club - Al Shamal - Promu de D2 - Al-Wakrah Sports Club |

## Compétition

### Classement
Le classement est établi sur le barème de points classique (victoire à 3 points, match nul à 1, défaite à 0).
| Rang | Équipe                  | Pts | J  | G  | N | P  | Bp | Bc | Diff |
| ---- | ----------------------- | --- | -- | -- | - | -- | -- | -- | ---- |
| 1    | Qatar SC                | 34  | 18 | 10 | 5 | 3  | 24 | 10 | +14  |
| 2    | Sadd Sports Club (C)    | 31  | 18 | 9  | 4 | 5  | 30 | 14 | +16  |
| 3    | Al-Khor Sports Club     | 31  | 18 | 9  | 4 | 5  | 28 | 20 | +8   |
| 4    | Al Ittihad Doha (T)     | 30  | 18 | 7  | 9 | 2  | 29 | 22 | +7   |
| 5    | Al Ahly Doha            | 29  | 18 | 8  | 5 | 5  | 21 | 16 | +5   |
| 6    | Al-Rayyan SC            | 28  | 18 | 8  | 4 | 6  | 24 | 22 | +2   |
| 7    | Al-Wakrah Sports Club   | 24  | 18 | 7  | 3 | 8  | 20 | 19 | +1   |
| 8    | Al-Arabi Sports Club    | 21  | 18 | 6  | 3 | 9  | 23 | 27 | -4   |
| 9    | Al Shamal (P)           | 15  | 18 | 3  | 6 | 9  | 17 | 37 | -20  |
| 10   | Al-Markhiya Sports Club | 3   | 18 | 0  | 3 | 15 | 10 | 39 | -29  |

|  | Qualification pour la Ligue des champions de l'AFC 2004                      |
|  | Relégation directe en deuxième division                                      |
|  | (T) : Tenant du titre (C) : Vainqueur de la Coupe du Qatar (P) : Promu de D2 |

## Bilan de la saison
| Championnat du Qatar de football 2002-2003                        |                         |
| Champion                                                          | Qatar SC (8e titre)     |
| Coupes et trophées                                                |                         |
| Vainqueur de la Coupe du Qatar 2002-2003                          | Sadd Sports Club        |
| Qualifications continentales                                      |                         |
| Ligue des champions de l'AFC 2004                                 | Qatar SC                |
| Ligue des champions de l'AFC 2004                                 | Sadd Sports Club        |
| Promotions et relégations                                         |                         |
| Promus en Qatar Stars League                                      | Al-Sailiya Sports Club  |
| Relégués en Championnat du Qatar de football de deuxième division | Al-Markhiya Sports Club |